# Séisme de 1950 en Assam et au Tibet
En 1950, le séisme de 1950 en Assam et au Tibet de magnitude 8,7, le séisme le plus fort enregistrés sur terre en dehors des océans et des mers[réf. nécessaire], fit 1 530 victimes en Assam en Inde, 3 300 au Tibet, et modifia le cours du fleuve Brahmapoutre, entraînant la destruction des trois quarts de la ville de Dibrugarh (Dibrugarh, État d’Assam en Inde). Reconstruite au fil des ans, elle se situe toujours sur la rive sud du fleuve.
Le séisme a relevé le niveau du Brahmapoutre, et depuis, à chaque mousson, ses crues dévastatrices grignotent Majuli, une île fluviale située sur le Brahmapoutre en Assam. Près des deux tiers de sa surface ont déjà été engloutis. Elle ne tient plus aujourd'hui que sur 400 km2 de terres, dont les rives sont protégées par de maigres échafaudages de bambou et de béton.

## Menace future
Dans un article paru dans la revue Science, publié à la suite du séisme de 2001 à Gujarat, il est estimé que 70 pour cent de l'Himalaya pourrait subir un séisme extrêmement puissant. La prédiction est venue de la recherche des documents historiques de la région ainsi que la présomption que, depuis le tremblement de terre de 1950 en Assam et au Tibet, suffisamment de glissement a eu lieu pour qu'un grand tremblement de terre se produise. Malgré cette mise en garde, les gouvernements de l'Inde, de la Chine et du Népal ont développé des projets hydroélectriques dans les parties les plus vulnérables de l'Himalaya.